# هپی اندرسن
هپی اندرسن (انگلیسی: Happy Anderson؛ زادهٔ ۱۹ نوامبر ۱۹۷۶) بازیگر اهل ایالات متحده آمریکا است. وی از سال ۱۹۹۹ میلادی تاکنون مشغول فعالیت بوده‌است.
از فیلم‌ها یا برنامه‌های تلویزیونی که وی در آن نقش داشته‌است می‌توان به درخشان، دورویی، فاصله گرفتن، کمدین، یقه سفید، امپراتوری بوردواک، خاطرات کری، فوراور، شکارجوی ذهن، بانشی، ابتدایی، گاتهام و همچنین بازی‌های ویدئویی مکس پین ۳، کواری و جی‌تی‌ای ۵ اشاره کرد.